# Antares de la Luz: La secta del fin del mundo
Antares de la Luz: la secta del fin del mundo es una película documental de Netflix dirigida por Santiago Correa y producida por Fábula.
El documental narra la historia de Ramón Castillo Gaete, también conocido como «Antares de la Luz», líder de una secta en Chile durante el año 2012, cuando circulaba la profecía del fin del mundo.

## Sinopsis
El documental se sumerge en la vida de Ramón Castillo Gaete y su influencia en la comunidad de Colliguay. Convenciendo a sus seguidores de que debían obedecerlo ciegamente para salvarse, Antares de la Luz lleva a cabo una serie de acciones que culminan en uno de los crímenes más brutales en la historia de Chile. A través de testimonios de exmiembros de la secta, archivos judiciales y entrevistas con expertos, el documental ofrece una mirada detallada a los eventos que rodearon a la secta de Colliguay.

## Producción
El documental fue producido por Fábula y distribuido por Netflix. Se estrenó el 25 de abril de 2024 en la plataforma, llegando a audiencias en Chile y otros países.

## Recepción
El documental ha recibido críticas mixtas. Si bien algunos elogian la impactante narrativa y la profundidad de la investigación presentada en el documental, otros lo critican por su enfoque aburrido y su falta de dinamismo.

## Legado
El documental ha generado interés en la historia de la secta de Colliguay y en la figura de Ramón Castillo Gaete, ofreciendo una reflexión sobre los peligros de la manipulación y el fanatismo.